# Benjamin Compaoré

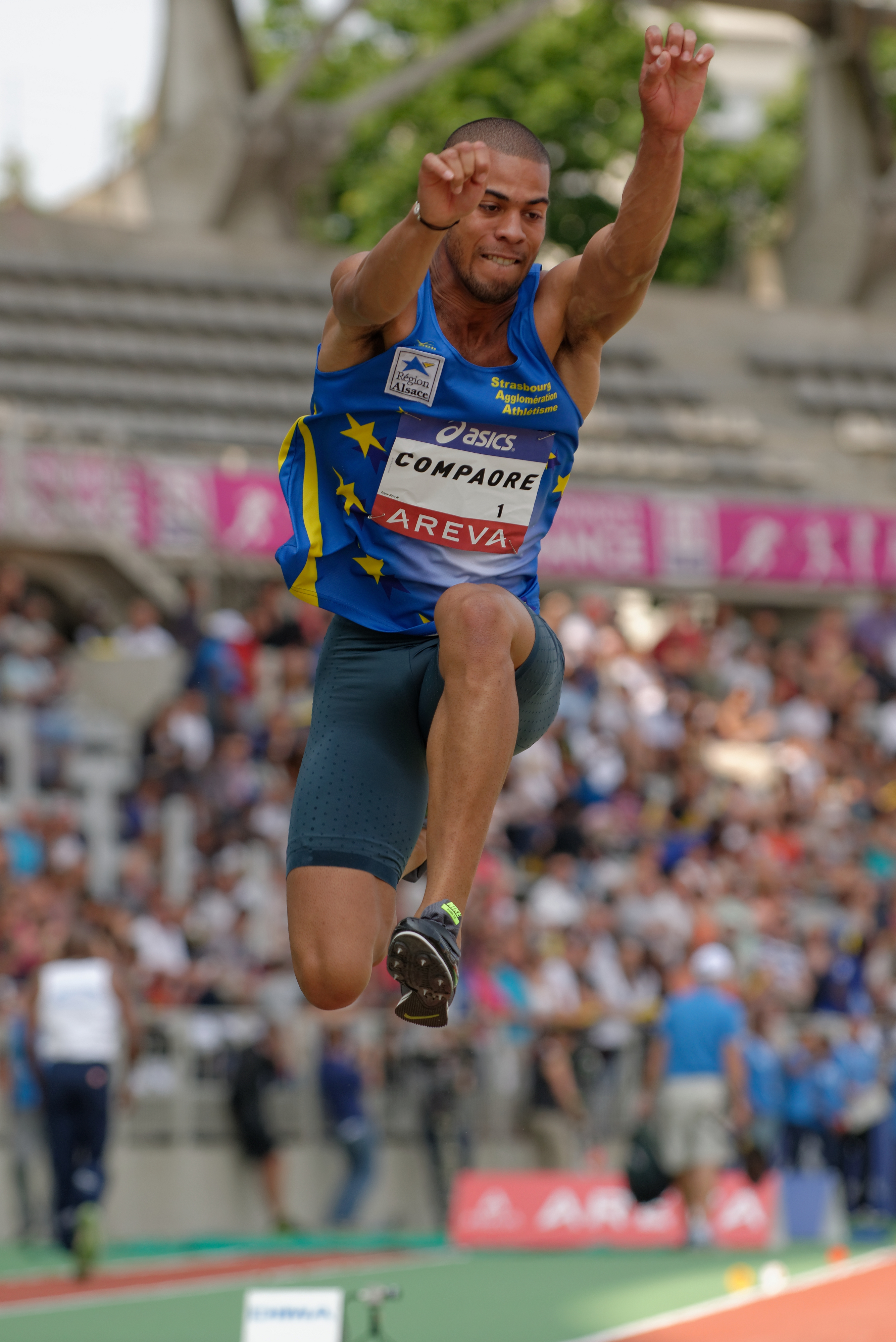
Benjamin Compaoré in actie bij het hink-stap-springen tijdens de Franse kampioenschappen in 2013.

Benjamin Compaoré (Bar-le-Duc, 5 augustus 1987) is een Franse hink-stap-springer. Hij nam tweemaal deel aan de Olympische Spelen, maar won hierbij geen medailles. In 2014 werd hij Europees kampioen.

## Loopbaan

### Jeugd en eerste successen
Compaoré, wiens vader afkomstig is uit Burkina Faso en zijn moeder uit Lotharingen, begon op zijn tiende met atletiek bij ASPTT Straatsburg. Vanaf zijn vijftiende begon hij zich te specialiseren in het hink-stap-springen. Gestart met een beste sprong van 12,20 m in 2002, ontwikkelde hij zich via 14,50 in 2003, 15,48 in 2004 en 16,00 in 2005 tot 16,61 in 2006.
Zijn debuut op het internationale toneel maakte Compaoré in 2005 bij de Europese kampioenschappen voor junioren (U20) in Kaunas. Nadat hij in de kwalificatie met 16,12 het verst van allemaal was gekomen, wist hij dat in de finale niet door te trekken en werd hij met 15,81 vijfde.

### Wereldkampioen bij de junioren
Een jaar later bereikte Compaoré een eerste hoogtepunt in zijn nog korte atletiekloopbaan. Na eerst Frans juniorkampioen hink-stap-springen te zijn geworden, nam hij in augustus deel aan de wereldkampioenschappen voor junioren in Peking. Ditmaal maakte hij niet de fout, zoals in Kaunas, dat hij al in de kwalificatie zijn beste prestaties neerzette. Na in de Chinese hoofdstad met 16,34 opnieuw als eerste uit de kwalificatieronde te zijn gekomen, bewaarde hij ditmaal zijn beste sprong voor de finale; met een PR-sprong van 16,61, de beste wereldjaarprestatie bij de junioren, veroverde hij de gouden medaille.

### Gehinderd door blessures
In 2007, zijn eerste jaar bij de senioren, nam Compaoré deel aan de Europese indoorkampioenschappen in Birmingham, waar hij zich bij het hink-stap-springen niet bij de eerste acht finalisten wist te kwalificeren en met 16,19 als dertiende eindigde. Vervolgens kreeg hij te kampen met hardnekkige blessures, waardoor hij gedurende enkele jaren maar enkele malen tot prestaties van niveau in staat bleek. Zoals in 2008 bij een wedstrijd in Straatsburg, waar hij voor het eerst van zijn leven de zeventien-metergrens passeerde met een sprong van 17,05.
In 2010 nam Compaoré, ondanks een steeds terugkerende hielblessure, voor het eerst sinds jaren weer deel aan groot toernooi. Bij de Europese kampioenschappen in Barcelona wist hij met een sprong van 16,99 een vijfde plaats uit het vuur te slepen. En een jaar later, op de wereldkampioenschappen in Daegu, werd hij met een beste sprong van 17,17 achtste. Bij de Memorial Van Damme, de jaarlijkse seizoenafsluiter in de IAAF Diamond League-serie, won hij dat jaar het hink-stap-springen met een verbetering van zijn PR tot 17,31.

### Zesde bij olympisch debuut
In het olympische jaar 2012 was Compaoré al vroeg goed op dreef. Bij de Franse indoorkampioenschappen was hij met een hink-stap-sprong van 17,13 een klasse apart en veroverde hij zijn eerste nationale titel. Dat hij de sprongen over zeventien meter inmiddels goed onder de knie had, bewees de Fransman vervolgens bij de wereldindoorkampioenschappen in Istanboel, waar hij met 17,05 zesde werd. Op diezelfde plaats eindigde hij tijdens zijn eerste optreden op de Olympische Spelen, deze keer met een beste hink-stap-sprong van 17,08. Het seizoen sloot hij af met een tiende plaats bij de Décastar tienkamp in Talence met 6704 punten. Het was zijn debuut op deze meerkamp.

### Vader
Behoudens enkele medailles bij de Franse in- en outdoorkampioenschappen, waarbij de zilveren bij het verspringen tijdens de outdoorkampioenschappen nog het meest opviel, wist Compaoré in 2013 weinig indruk te maken. Internationaal kwam hij tijdens de EK indoor in Göteborg bij het hink-stap-springen niet verder dan een tiende plaats. Zijn beste jaarprestatie sprong hij al tijdens een wedstrijd in juni in Montreuil, waar hij 17,07 liet noteren. Onwillekeurig zullen zijn prestaties dat jaar zijn beïnvloed door het feit, dat hij en zijn partner, oud-atlete Christine Arron, in mei werden verblijd met de geboorte van een dochter.

### Europees kampioen
Een van de hoogtepunten in de carrière van Benjamin Compaoré volgde in 2014. Met een beste jaarprestatie van 17,11 arriveerde de Fransman op de EK in Zürich. Daar gaf hij iedereen het nakijken door in de finale van het hink-stap-springen bij zijn allereerste poging tot een PR-sprong van 17,46 te komen, de beste Europese jaarprestatie. Het leverde Frankrijk zijn allereerste Europese titel ooit op dit onderdeel op. In september van dat jaar kwam hij in Marrakesh zelfs nog twee centimeter verder; sindsdien is 17,48 zijn PR.

### Tegenslag in 2015, brons op WK indoor 2016
Op 3 februari 2015 liep Compaoré een spierscheuring in zijn dijbeen op, waardoor hij niet kon deelnemen aan de EK indoor in Praag. Pas laat in het outdoorseizoen kwam hij weer op gang. Op de WK in Peking was hij er echter weer bij en zag kans om zich met een sprong van 16,82 voor de finale hink-stap-springen te kwalificeren, waarin hij met 16,63 als twaalfde eindigde.
Begin 2016 besloot hij, vanwege steeds weer terugkerende pijn in zijn enkel, om zijn springtechniek aan te passen door van afzetvoet te veranderen. In februari kwam Compaoré hiermee in zijn eerste wedstrijd tot 16,29, maar reeds bij de Franse indoorkampioenschappen eindigde hij met 16,88 als derde, om vervolgens bij de WK indoor in Portland met 17,09 als derde te eindigen en zijn eerste WK-medaille te veroveren. Het goud was voor de Chinees Dong Bin (eerste met 17,33), het zilver voor de Duitser Max Hess (tweede met 17,14). Dit niveau kon de Fransman echter niet volhouden; tijdens het buitenseizoen kwam hij op de EK in Amsterdam met 16,12 niet verder dan de twaalfde plaats, na eerder in de kwalificatie nog 16,53 te hebben gesprongen. Op de Olympische Spelen in Rio eindigde hij met 16,54 als tiende. Ook hier had hij in de kwalificatie verder gesprongen, 16,72.

## Titels
- Europees kampioen hink-stap-springen - 2014
- Frans indoorkampioen hink-stap-springen - 2012
- Wereldjuniorenkampioen hink-stap-springen - 2006

## Persoonlijke records
Outdoor
| Discipline           | Prestatie | Wind (m/s) | Datum                | Plaats              |
| -------------------- | --------- | ---------- | -------------------- | ------------------- |
| 100 m                | 10,77     | +0,8       | 15 september 2012    | Talence             |
| 400 m                | 48,69     |            | 15 september 2012    | Talence             |
| 1500 m               | 4.44,43   |            | 16 september 2012    | Talence             |
| 110 m horden         | 15,72     | -0,5       | 16 september 2012    | Talence             |
| hoogspringen         | 1,98      |            | 15 september 2012    | Talence             |
| polsstokhoogspringen | 3,42      |            | 16 september 2012    | Talence             |
| verspringen          | 8,02      | +0,6       | 8 mei 2016           | Longeville-lès-Metz |
| hink-stap-springen   | 17,48     | -0,1       | 14 september 2014    | Marrakesh           |
| kogelstoten          | 11,24     |            | 16 september 2012    | Talence             |
| discuswerpen         | 21,98     |            | 16 september 2012    | Talence             |
| speerwerpen          | 39,65     |            | 21 mei 2006          | Dijon               |
| tienkamp             | 6704      |            | 15/16 september 2012 | Talence             |

Indoor
| Discipline         | Prestatie | Datum            | Plaats  |
| ------------------ | --------- | ---------------- | ------- |
| verspringen        | 7,83      | 17 februari 2013 | Aubière |
| hink-stap-springen | 17,14     | 14 februari 2012 | Liévin  |

## Prestaties

### Kampioenschappen
| Jaar | Wedstrijd          | Locatie                         | Positie      | Onderdeel          | Meter   |
| ---- | ------------------ | ------------------------------- | ------------ | ------------------ | ------- |
| 2005 | EK U20             | Kaunas, Litouwen                | 5e           | hink-stap-springen | 15,81 m |
| 2006 | WK U20             | Peking, China                   | 1e           | hink-stap-springen | 16,61 m |
| 2007 | EK indoor          | Birmingham, Verenigd Koninkrijk | 13e          | hink-stap-springen | 16,19 m |
| 2010 | Franse kamp.       |                                 | 2e           | hink-stap-springen | 17,28 m |
| 2010 | EK                 | Barcelona, Spanje               | 5e           | hink-stap-springen | 16,99 m |
| 2011 | WK                 | Daegu, Zuid-Korea               | 8e           | hink-stap-springen | 17,17 m |
| 2012 | Franse indoorkamp. |                                 | 1e           | hink-stap-springen | 17,13 m |
| 2012 | WK indoor          | Istanboel, Turkije              | 6e           | hink-stap-springen | 17,05 m |
| 2012 | OS                 | Londen, Verenigd Koninkrijk     | 6e           | hink-stap-springen | 17,08 m |
| 2013 | Franse indoorkamp. |                                 | 2e           | hink-stap-springen | 16,65 m |
| 2013 | Franse indoorkamp. |                                 | 3e           | verspringen        | 7,83 m  |
| 2013 | EK indoor          | Göteborg, Zweden                | 10e          | hink-stap-springen | 16,48 m |
| 2013 | Franse kamp.       |                                 | 3e           | hink-stap-springen | 16,57 m |
| 2014 | Franse kamp.       |                                 | 2e           | hink-stap-springen | 16,89 m |
| 2014 | EK                 | Zürich, Zwitserland             | 1e           | hink-stap-springen | 17,46 m |
| 2015 | WK                 | Peking, China                   | 12e          | hink-stap-springen | 16,63 m |
| 2016 | Franse indoorkamp. |                                 | 3e           | hink-stap-springen | 16,88 m |
| 2016 | WK indoor          | Portland, Verenigde Staten      | 3e           | hink-stap-springen | 17,09 m |
| 2016 | EK                 | Amsterdam, Nederland            | 12e          | hink-stap-springen | 16,12 m |
| 2016 | OS                 | Rio de Janeiro, Brazilië        | 10e          | hink-stap-springen | 16,54 m |
| 2017 | Franse indoorkamp. |                                 | 3e           | hink-stap-springen | 16,62 m |
| 2017 | Franse kamp.       |                                 | 2e           | hink-stap-springen | 16,74 m |
| 2017 | WK                 | Londen, Verenigd Koninkrijk     | 11e in kwal. | hink-stap-springen | 16,46 m |

### Diamond League-podiumplaatsen
| Jaar | Wedstrijd                       | Locatie                         | Positie | Onderdeel          | Meter   |
| ---- | ------------------------------- | ------------------------------- | ------- | ------------------ | ------- |
| 2011 | Memorial Van Damme              | Brussel, België                 | 1e      | hink-stap-springen | 17,31 m |
| 2012 | Weltklasse Zürich               | Zürich, Zwitserland             | 3e      | hink-stap-springen | 16,96 m |
| 2013 | Qatar Athletic Super Grand Prix | Doha, Qatar                     | 2e      | hink-stap-springen | 16,85 m |
| 2013 | Adidas Grand Prix               | New York, Verenigde Staten      | 1e      | hink-stap-springen | 16,45 m |
| 2014 | Meeting Areva                   | Saint-Denis, Frankrijk          | 1e      | hink-stap-springen | 17,12 m |
| 2015 | Birmingham Grand Prix           | Birmingham, Verenigd Koninkrijk | 2e      | hink-stap-springen | 17,01 m |